# Karl Ludwig Gsur
Karl Ludwig Gsur fue un escultor y grabador austriaco, nacido el año 1844 en Schottenfeld en el distrito Neubau de Viena y fallecido el año 1895 en la misma ciudad. Su hijo fue el pintor de género, paisaje y retrato Karl Friedrich Gsur (1871-1939).